# إيران في الألعاب البارالمبية الصيفية 2016
شاركت إيران في الألعاب البارالمبية الصيفية 2016 والتي أقيمت في ريو دي جانيرو في الفترة 7-18 أيلول (سبتمبر) 2016، بفريق مكون من 110 رياضي في 12 ألعاب. حصلت البعثة الإيرانية على 24 ميدالية، وحطم الربّاع فوق الثقيل سيامند رحمان الرقم القياسي العالمي لرفعه 310 كيلوغرامات وتتويج فريق الكرة الطائرة جلوس بالميدالية الذهبية وفوز كل من فريق الكرة السباعية والخماسية (المكفوفين)، بالميدالية الفضية.

## اللاعبون المشاركون
| الرياضة                        | الرجال | السيدات | المجموع |
| ------------------------------ | ------ | ------- | ------- |
| النِبَالة                        | 4      | 3       | 7       |
| ألعاب القوى                    | 23     | 3       | 26      |
| ركوب الدراجات                  | 1      | 0       | 1       |
| كرة القدم الخماسية             | 10     | 0       | 10      |
| كرة القدم السباعية             | 12     | 0       | 12      |
| جودو                           | 3      | 0       | 3       |
| البارکانو                      | 0      | 1       | 1       |
| رياضة القوة                    | 6      | 0       | 6       |
| الرماية                        | 2      | 4       | 6       |
| السباحة                        | 1      | 0       | 1       |
| كرة الطائرة                    | 12     | 12      | 24      |
| كرة السلة على الكراسي المتحركة | 12     | 0       | 12      |
| المجموع                        | 87     | 23      | 110     |